# Pack (Gemeinde Hirschegg-Pack)
Pack ist eine ehemalige Gemeinde und Ortschaft mit 406 Einwohnern (Stand: 1. Jänner 2025) im Gerichtsbezirk bzw. Bezirk Voitsberg in der Steiermark in Österreich. Im Rahmen der Gemeindestrukturreform in der Steiermark ist Pack seit 2015 mit der Gemeinde Hirschegg zusammengeschlossen, die neue Gemeinde führt den Namen Hirschegg-Pack. Grundlage dafür ist das Steiermärkische Gemeindestrukturreformgesetz – StGsrG.

## Geografie
Die Ortschaft Pack liegt beim Packsattel westlich von Graz, an der Grenze zwischen der Steiermark und Kärnten. Die Gemeinde liegt in der Packalpe im Norden der Koralpe. In ihr befinden sich einige kleine Fundorte von Turmalin, Epidot, Beryll, Titanit, Zirkon, Kassiterit und Spodumen.
Pack umfasst nur eine Katastralgemeinde, welche den gleichen Namen trägt. Ihr Hauptverkehrsweg ist die Packer Straße. Der Packabschnitt der Südautobahn A 2 unterfährt die Gemeinde im etwa zwei Kilometer langen Kalcherkogeltunnel, an dessen Südportal die Autobahnabfahrt Pack zum Gemeindegebiet und zur Packer Straße führt.
Die Nachbargemeinden von Pack sind im Osten Edelschrott und Modriach, im Süden Kloster, im Westen Preitenegg und im Norden Hirschegg.
Im Süden der Gemeinde liegt im Ortsteil Packwinkel die Hebalm mit dem gleichnamigen Schigebiet.
Die Gemeinde liegt am Packer Bach, der an der Hebalm entspringt und bei der Stampf in die Teigitsch mündet. Vorher liegt am Packer Bach, der auch Stauseebach genannt wird, der Packer Stausee (an der Einmündung des Modriach Baches). Um diesen Stausee hat sich ein beliebtes Freizeitgebiet entwickelt.
Pack liegt am Nord-Süd-Weitwanderweg sowie am Europäischen Fernwanderweg E6.

## Geschichte
Der Name wird aus slowenisch paka „Hügel, Anhöhe“, auch Bezeichnung für die Wasserscheide (slowenisch paka voda „das verkehrt, nach der anderen Seite fließende Wasser“) abgeleitet. Eine andere Deutung bezieht sich darauf, dass am Packsattel eine Grenze verlief, an der Waren umgeladen, umgepackt werden mussten (eine ähnliche Ableitung ist für die „Heb-“almen des steirischen Randgebirges belegt, an denen Waren zwischen verschiedenen Transportwägen umgehoben werden mussten). Eine ältere Bezeichnung des Gebietes „Vier Thöre“ leitet sich von einer Straßenkreuzung ab, deren Verbindungen mit vier Toren abgeschlossen waren.
Im 15. und 16. Jahrhundert lag Pack nach der Vierteleinteilung der Steiermark 1462 zunächst im Bereich der Obersteiermark im „Viertel enhalb der Piberalm“ und dort im Judenburger Viertel. Zu diesem Viertel gehörte auch das Kainachtal bis nach Ligist und Lieboch, Übelbach und Thal westlich von Graz. Im Jahr 1677 wurde das Kainachtal und seine Umgebung, damit auch das Gebiet von Pack, aus dem Viertel Judenburg gelöst und zum „Viertel zwischen Mur und Traa“ (Drau), dem Vorgänger des Marburger Kreises gezogen, in dem es zunächst auch nach den Gebietsreformen unter Maria Theresia und Joseph II. blieb. Ab dem 1. November 1783 kam das Kainachtal vom Marburger Kreis zum Grazer Kreis.
Am 6. Mai 1543 weihte Philipp Renner als Koadjutor des Lavanter Bischofs Leonhard Peurl „ad eccl. parrochialem in der Packh“ eine Glocke. Die Bischöfe von Lavant hatten als Suffraganbischöfe des Salzburger Erzbischofs das Recht, in den zum Erzbistum Salzburg gehörenden Gebieten Weihen vorzunehmen, auch wenn die jeweilige Pfarre nicht zu ihrem Bistum gehörte (Pack gehörte bereits damals zur Diözese Seckau).
Das Gemeindegebiet gehörte im 16. und 17. Jahrhundert für die niedere Gerichtsbarkeit zum „Burgfried der Ämter Pack, Hirscheck und Modriach“, für die höhere (Blut-)Gerichtsbarkeit zum Landgericht Voitsberg-Greißenegg der Grundherrschaft Obervoitsberg. Dies galt allerdings nur außerhalb des Dachtraufes: Innerhalb dessen lag die volle niedere Gerichtsbarkeit im 16. Jahrhundert beim jeweiligen Grundherren. Die Pack galt bereits damals als wichtiger Übergang, was durch ihre Aufnahme in das Werk „Topographia Ducatus Stiriae, Graz 1681“ von Georg Matthäus Vischer dokumentiert ist.
Ab 1770, der ersten Personen- und Häusererfassung in Österreich, sind Menschen, Zugvieh und Häuser aus Pack selbständig erfasst. Diese Erfassung fand im Rahmen der Heeresreformen unter Maria Theresia und Joseph II. statt. Sie führte zur Einführung der „Numerierungsabschnitte“ (auch Konskriptionsgemeinden genannt). Pack war ein solcher Abschnitt. Gemeinsam mit dem Numerierungsabschnitt Modriach gehörte Pack zum westlichen Teil des Werbbezirks Ligist. Aus dem Numerierungsabschnitt wurde in den Jahren danach die gleichnamige Steuergemeinde und Katastralgemeinde Pack.
Die Gemeinde entstand 1850 ohne Gebietsveränderung aus der Katastralgemeinde.

## Persönlichkeiten

### Ehrenbürger
- 1982 Josef Krainer (1930–2016), Landeshauptmann

### Söhne und Töchter der ehemaligen Gemeinde
- Andreas Münzer (1964–1996), Bodybuilder
- Florian Krammer (* 1982), Immunologe

### Personen mit Bezug zur Gemeinde
- Eduard Walcher (1899–1977), Schriftsteller, Lehrer, Schulleiter und Sprachforscher; wirkte hier als Lehrer und Schulleiter

## Historische Landkarten

Die Pack in historischen Darstellungen
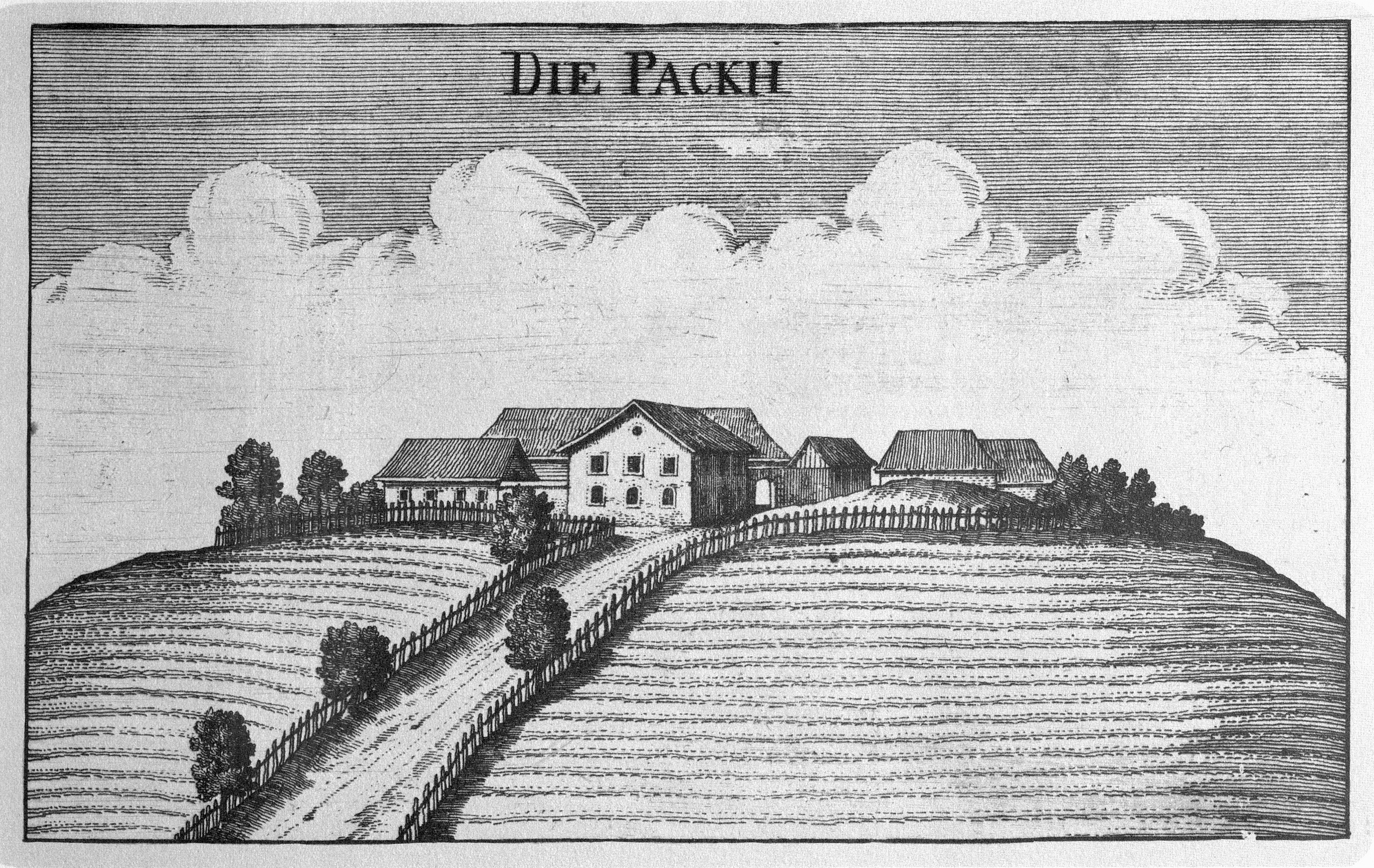
Die Pack im 17. Jahrhundert in der „Topographia Ducatus Stiriae“ von Georg Matthäus Vischer
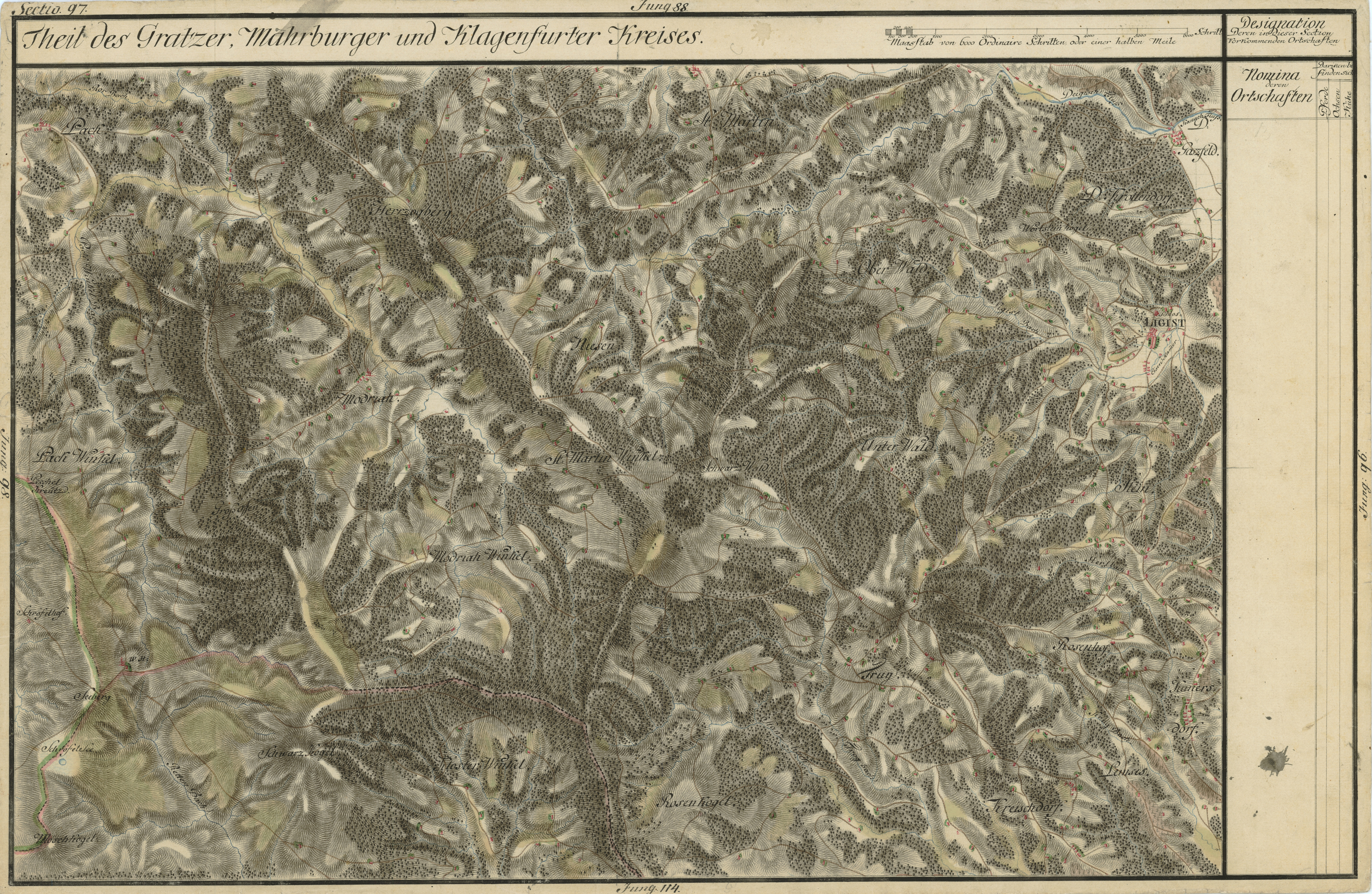
Das Gemeindegebiet (links außen) um 1789 (Josephinische Landesaufnahme)
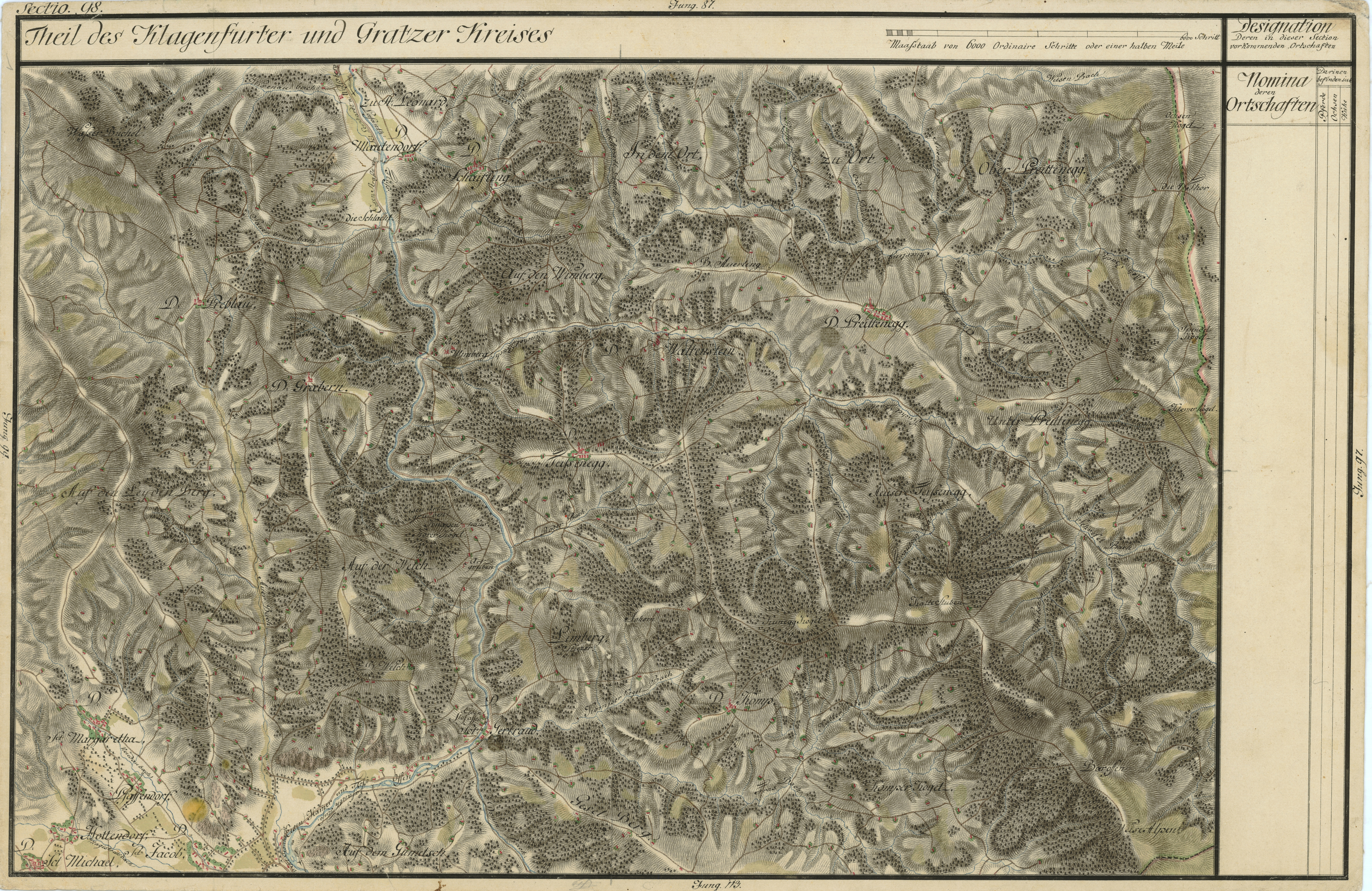
Die westliche Grenze von Pack bei den „vier Thören“ um 1789 (rechts außen)
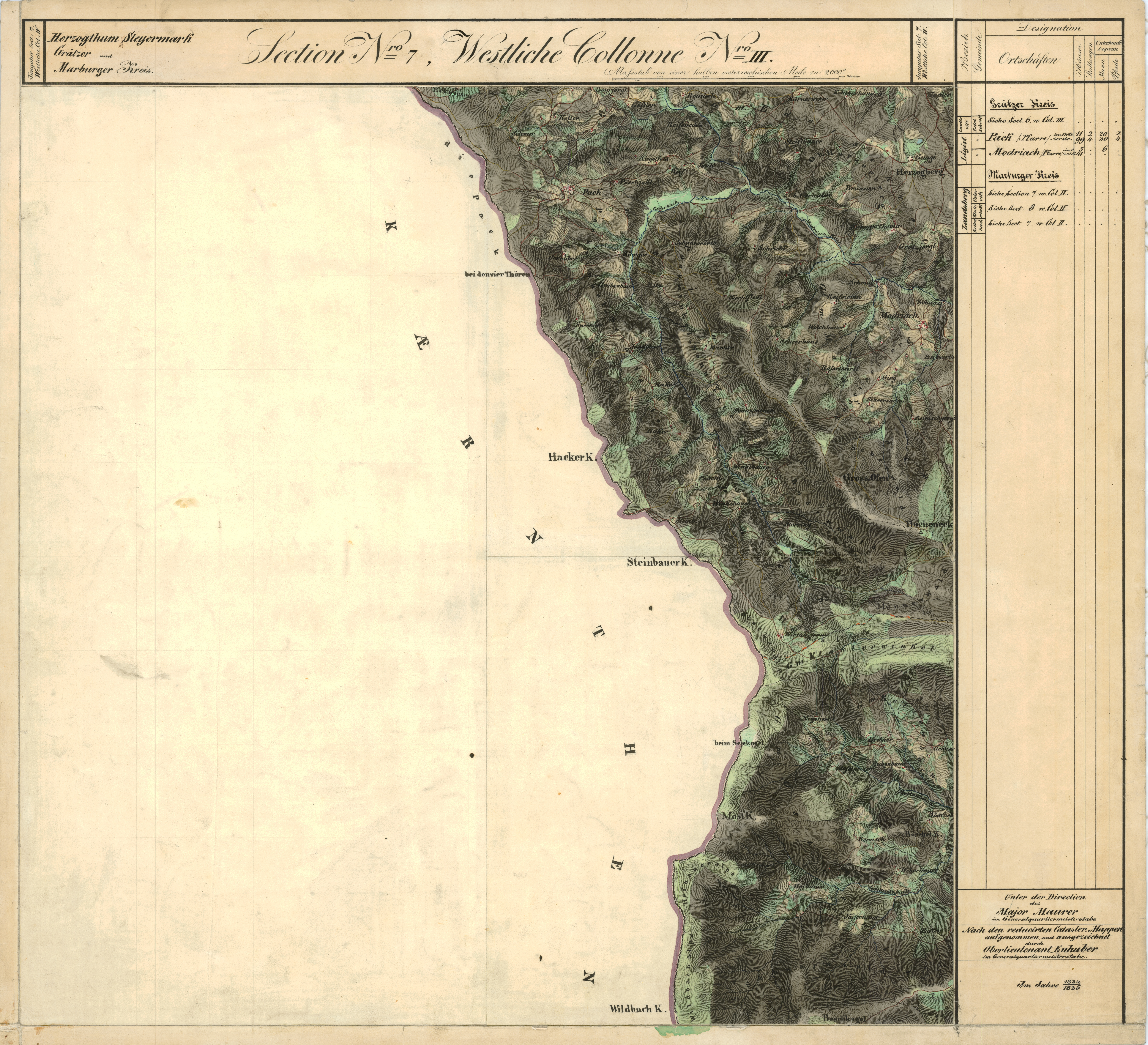
Die Pack um 1835, Franziszeische Landesaufnahme
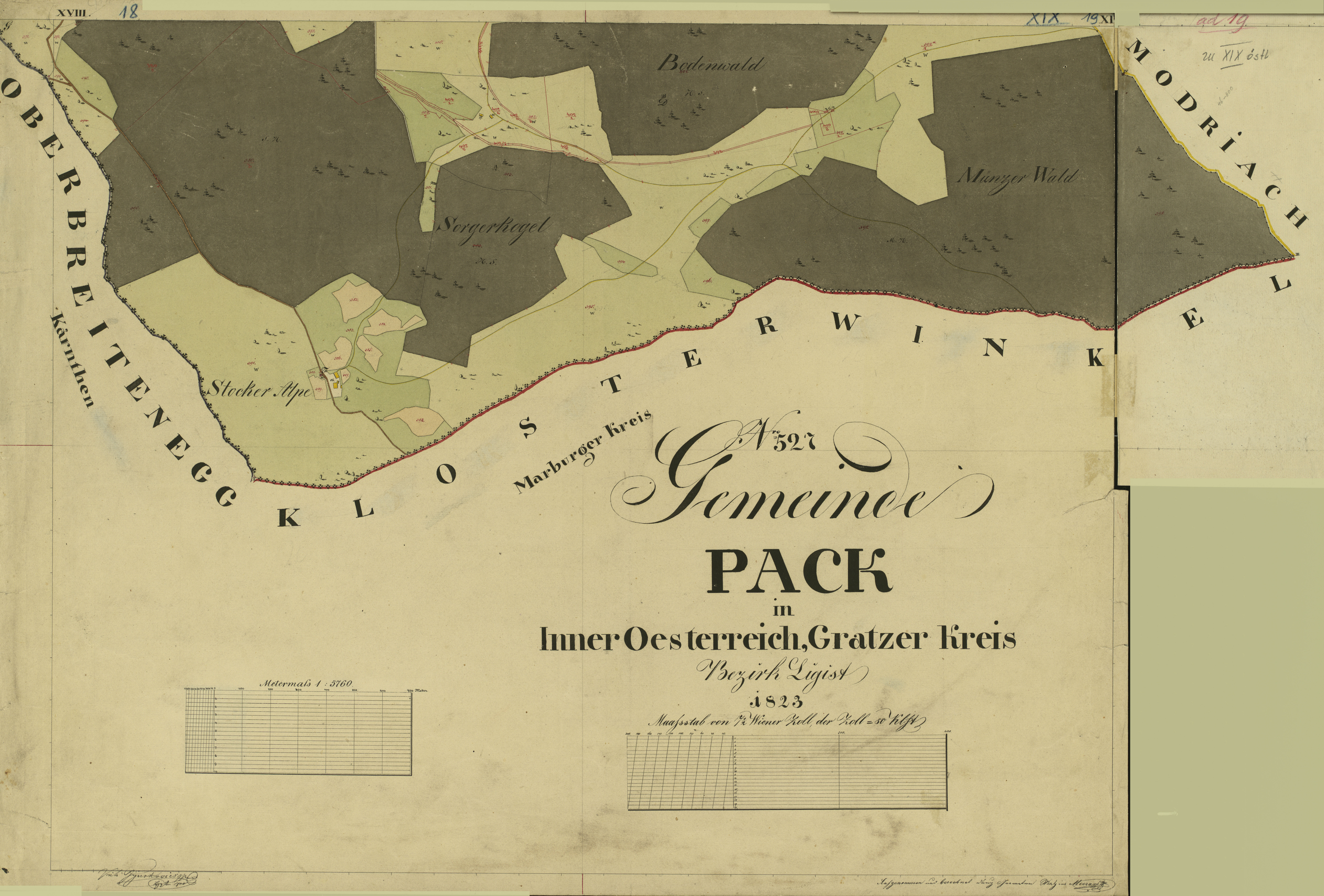
Stocker Alm/Hebalm (um 1823, Franziszeischer Kataster)
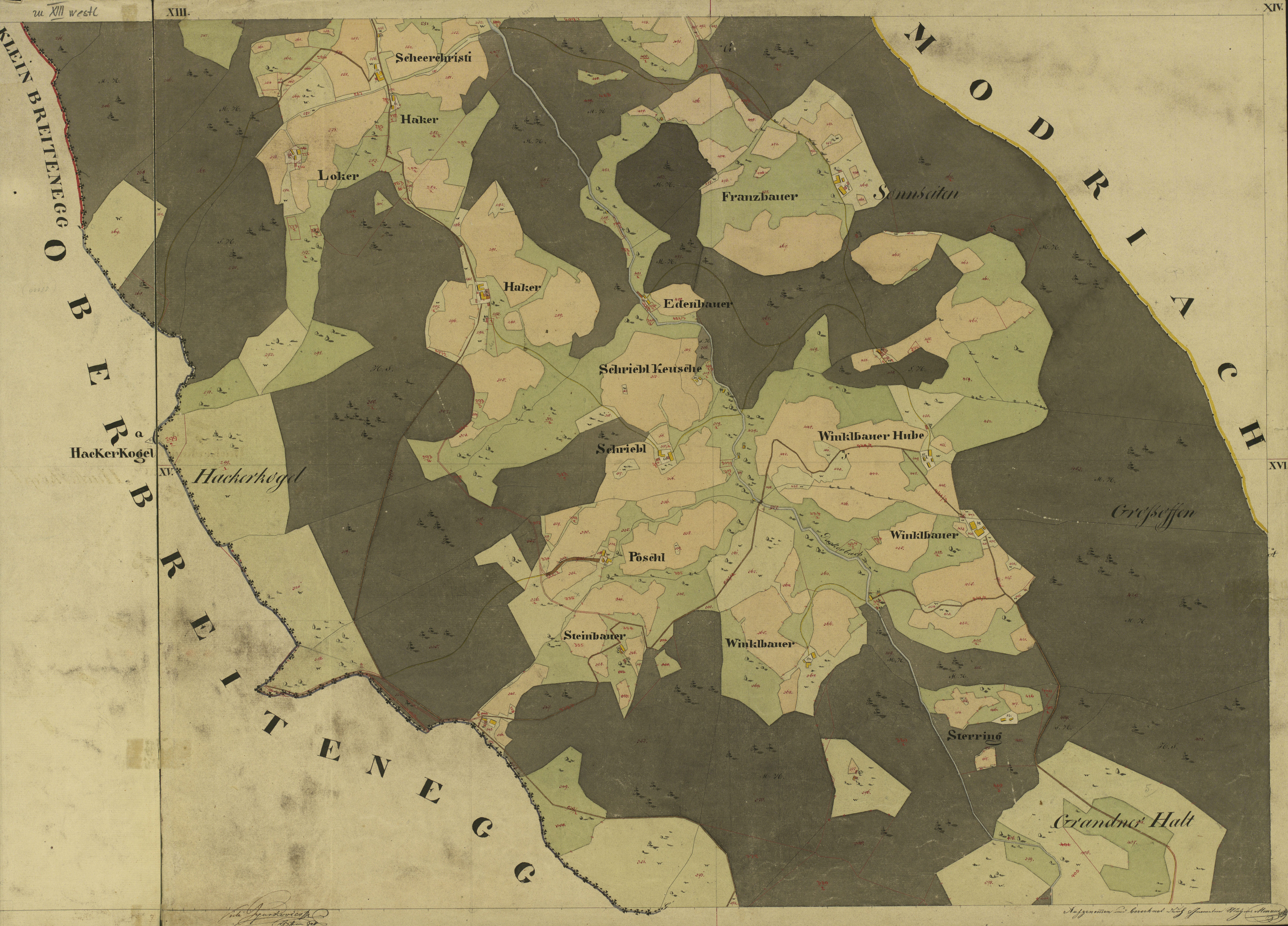
Packwinkel, Steinbauer (um 1823, Franziszeischer Kataster, Hackerkogel = Klementkogel)
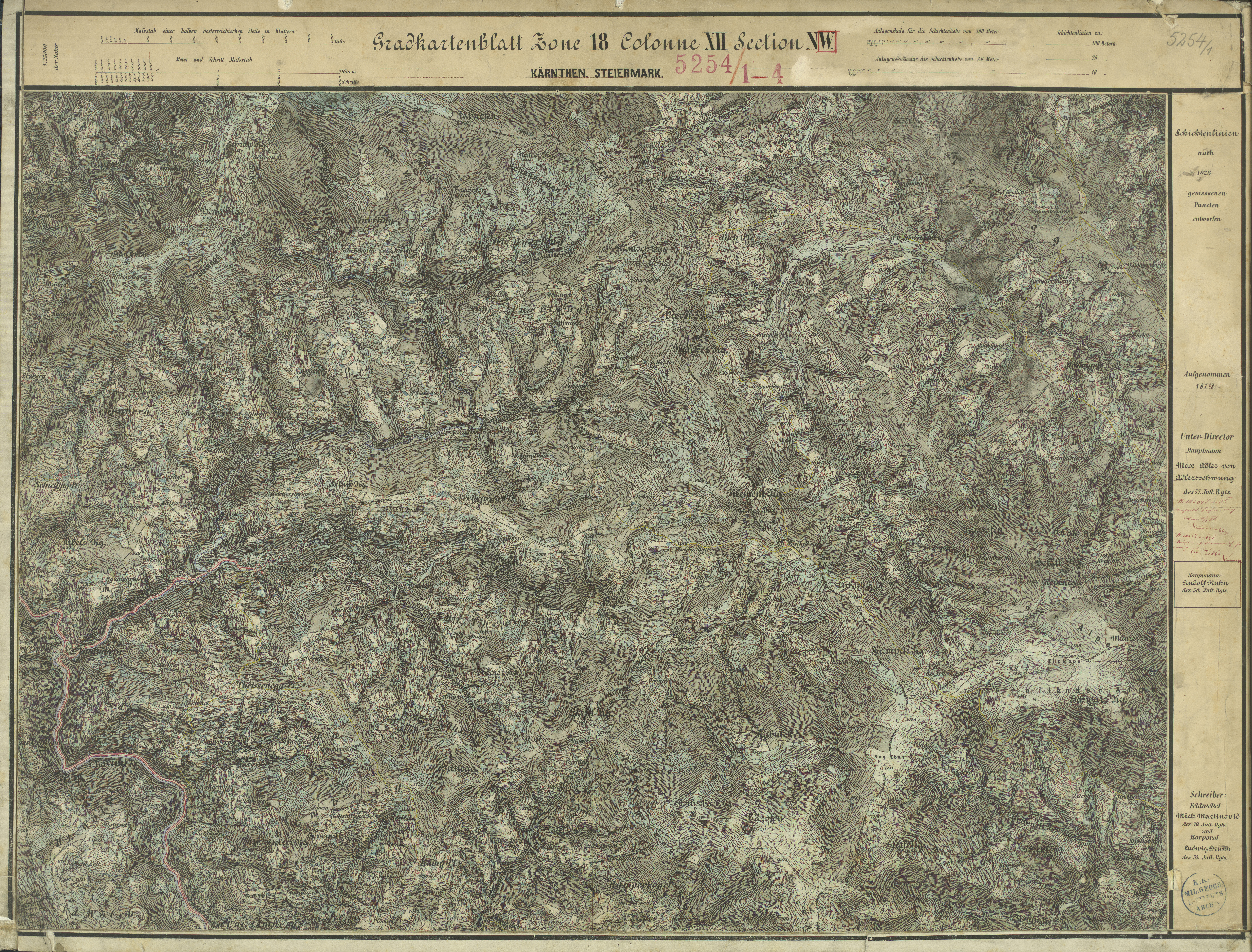
Hebalmgebiet 1877/78, Aufnahmeblatt der franzisco-josephinischen (3.) Landesaufnahme
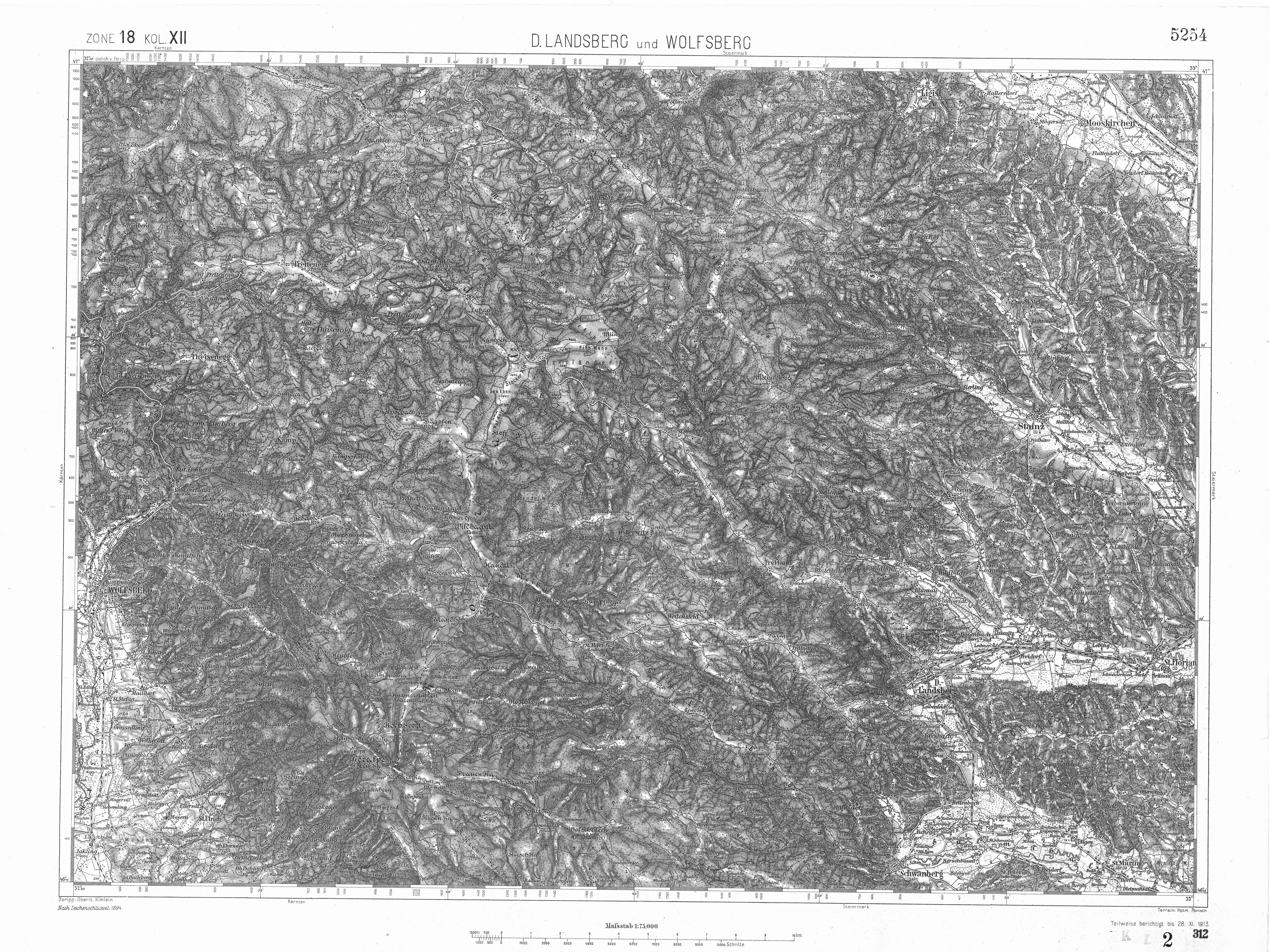
Spezialkarte der franzisco-josephinischen Landesaufnahme, Darstellung 1894, teilweise berichtigt bis 28. XI. 1913